# Justizvollzugsanstalt Meppen

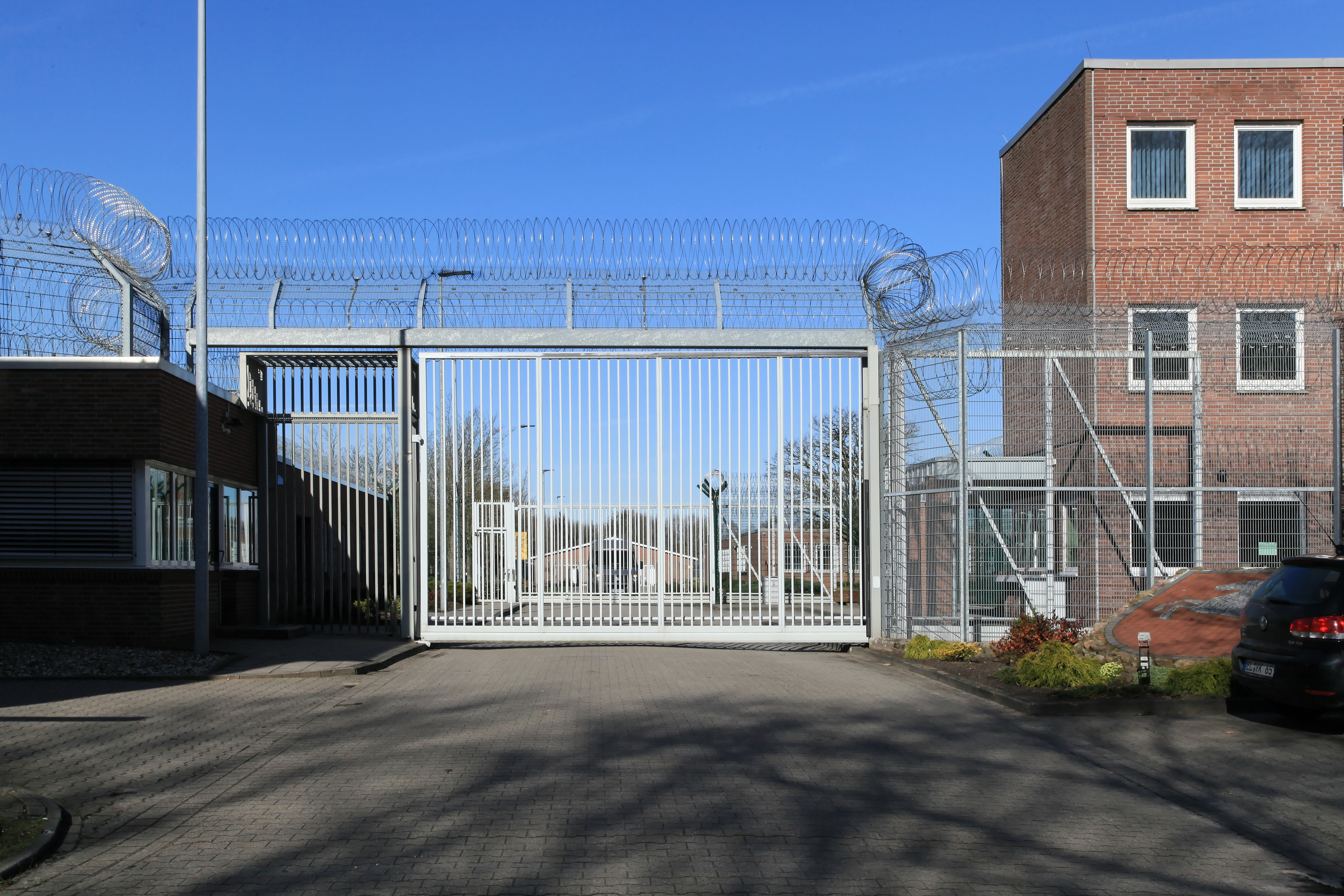
Justizvollzugsanstalt Meppen

Die Justizvollzugsanstalt Meppen ist eine Justizvollzugsanstalt des Landes Niedersachsen in Meppen. Sie ist seit dem Jahr 1982 eine selbständige JVA. Neben der Hauptanstalt im Ortsteil Versen gehört die offene Abteilung Baumschulenweg zur Anstalt.
In der JVA Meppen wird Strafhaft aller Haftlängen für erwachsene männliche Gefangene aus dem Nordwesten Niedersachsens vollzogen. Außerdem gibt es eine Abteilung für Sicherungsverwahrte auf dem Anstaltsgelände.

## Geschichte

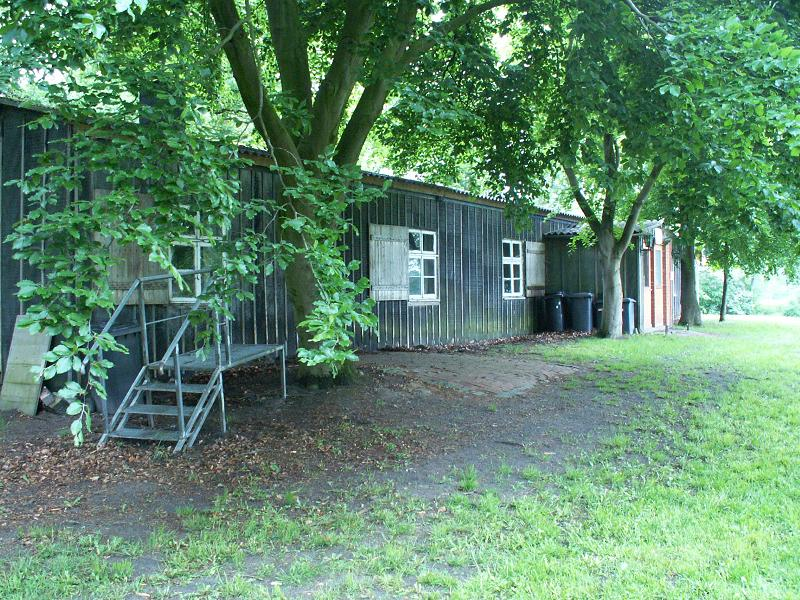
Lager Versen, die ehemalige Kantine

Im Dritten Reich lag auf Teilen des heutigen JVA-Geländes das Lager Versen, welches unter anderem als Kriegsgefangenenlager und Außenstelle des KZ Neuengamme diente.
Eine noch auf dem Gelände befindliche Baracke aus NS-Zeiten befindet sich im Verfall und soll nach dem Willen dort tätiger Gefängnis-Seelsorger als Gedenkstätte genutzt werden.